# Округ Тенсас (Луизијана)
Тенсас (енгл. Tensas Parish) је округ у америчкој савезној држави Луизијана.

## Демографија
По попису из 2010. године број становника је 5.252, што је 1.366 (-20,6%) становника мање него 2000. године.
| Група             | 2000.         | 2010.         |
| Белци             | 2.842 (42,9%) | 2.178 (41,5%) |
| Афроамериканци    | 3.665 (55,4%) | 2.967 (56,5%) |
| Азијати           | 8 (0,1%)      | 9 (0,2%)      |
| Хиспаноамериканци | 83 (1,3%)     | 65 (1,2%)     |
| Укупно            | 6.618         | 5.252         |